# 炮战
炮战又称作炮火压制，是由炮兵单位单独或在其他兵种配合下对敌对炮兵单位进行射击，以杀伤消灭敌方的有生力量或者通过炮兵压制对方炮兵，以最大程度的减少敌方炮火对己方威胁的战术行动。

## 历史
16世纪后，炮兵被广泛应用于战场，进攻常常首先由炮火准备开始，主要采用直瞄的方式对敌人阵地进行直射。随着军事工业的发展，尤其是在一战中，火炮威力和杀伤力越来越大，如何在战场上有效压制对方炮兵，成为炮兵单位的首要任务，有鉴于此当时世界各军事强国都组建了专门的炮兵部队，以压制敌方的炮兵群。

## 步骤
炮战可分为两类：直接瞄准射击与间接瞄准射击。
- 直瞄射击：操控火炮的高低机、方向机的炮手直接目视瞄准目标。如高射炮、反坦克炮、坦克炮、飞机上的航炮，大部分舰炮、海岸炮、配属于步兵分队的轻便火炮（或称步兵炮、步兵伴随火炮）等。
- 间瞄射击：火炮发射阵地上的炮组人员，按照指挥部发来的射击诸元装定火炮，不能目视观察到目标。绝大多数火炮的典型作战方式。为此，需要在炮兵的师、旅、团、营、连各级配备炮兵侦察、炮兵通讯、炮兵指挥专业人员。其中，炮兵侦察人员在前沿甚至在敌后隐蔽地开设基本观察所、辅助观察所（以避免视野遮蔽及识破敌人伪装）、前进观察所、预备观察所、交会观察所。炮兵指挥部负责综合敌情、我情，分配目标，指挥炮兵作战。炮兵通讯分队负责组建炮兵通讯网，在观察所、指挥部、炮阵地之间可靠、抗干扰、及时传递情报与命令。

炮战前通常要经过如下步骤，即：侦查目标—获取情报—目标定位—火力覆盖—快速转移，通过不断变换的炮兵阵地可大大提高炮兵单位的战场存活率。